# Tanytarsus isigacedeus
Tanytarsus isigacedeus är en tvåvingeart som beskrevs av Sasa och Suzuki 2000. Tanytarsus isigacedeus ingår i släktet Tanytarsus och familjen fjädermyggor. Inga underarter finns listade i Catalogue of Life.